# Çuka e Ajtoit
Çuka e Ajtoit ókori régészeti helyszín Dél-Albániában, Saranda városától légvonalban 24 kilométerre délkeletre, az albán–görög határ közelében, a Çiflik falu délkeleti oldalán emelkedő azonos nevű magaslat tetején. A feltételezések szerint a terület azonos Kesztriné (ógörög Κεστρίνη; latin Cestrina) epiruszi görög várossal, de ennek megnyugtató tisztázása még várat magára.

## Története
Kesztriné történetéről írott források alapján keveset tudni. Annyi bizonyos, hogy a 11 kilométerre lévő Buthróton város védelmét délről biztosító erődként funkcionált az ókorban. Buthrótont lakói az i. sz. 6. században elhagyták, ezzel párhuzamosan Kesztriné is elnéptelenedett.
A Çuka e Ajtoit hegyen először az 1920-as években olasz régészek végeztek ásatásokat, ahol 1958-ban albán és szovjet, 1978–1979-ben pedig albán régészek folytatták a kutatásokat. Ezek eredményeként feltárták a várost védő erődített fal, valamint több lakóépület alapjait, és vetették fel annak lehetőségét, hogy a romok az ókori Kesztriné maradványai.

## Régészeti leírása
Az eredetileg az i. e. 4. század közepén épült városfalakat az ókor végén megerősítették, így jó állapotban maradtak fenn, egyes szakaszai napjainkig állnak. Az északnyugat–délkeleti irányú tengelyű hegynyergen épült városfal által közrezárt terület kb. 5 hektár. Négy városkaput sikerült azonosítani a feltárások során, egyet a fal nyugati, hármat a déli oldalán. A város alacsonyabban fekvő északnyugati oldala mutatkozik a legkorábban betelepült területnek, mintegy negyven, az i. e. 4–3. századra datálható ház alapjait tárták fel itt. Ezt a részt kisebb fal választja el a város keleti fertályaitól, de ez a belső fal utalhat a szintvonalakat követő teraszok kialakítására, illetve jelezheti a város eredeti kiterjedését is. Az i. sz. 1–2., illetve 3–4. század tűnik a Çuka e Ajtoit-i helyszín másik két meghatározó betelepülési korszakának, ezekből a rétegekből további jelentős építkezések nyomait tárták fel a régészek. A város falain túl szintén napvilágra kerültek egy nagyobb épületkomplexum maradványai, amelynek rendeltetése ismeretlen, de a régészeti leírásokban „palota” néven utalnak rá. A város nekropoliszát szintén a falakon kívül, a hegy északi lejtőin tárták fel. A 4. és 6. század között a település védelmét vastagabb falakkal erősítették meg, ebből az időszakból tárták fel három védőtorony alapjait is.